# Costel Barbu
Costel Barbu (n. 19 septembrie 1973, Suhaia, Teleorman, România) este un deputat român, ales în 2020 din partea PNL. 